# Новое Село (Монастырщинский район)
Новое Село — деревня в Монастырщинском районе Смоленской области России. Входит в состав Александровского сельского поселения. Население — 22 жителя (2007 год). 
Расположена в западной части области в 8 км к северо-западу от Монастырщины, в 44 км западнее автодороги А141 Орёл — Витебск, на берегу речки Руфа и впадающего в неё ручья Каменка. В 46 км восточнее деревни расположена железнодорожная станция Починок на линии Смоленск — Рославль. 

## История
В годы Великой Отечественной войны деревня была оккупирована гитлеровскими войсками в июле 1941 года, освобождена в сентябре 1943 года.